# Nazyvaevsk
Nazyvaevsk è una città della Russia siberiana sudoccidentale (oblast' di Omsk), situata nella steppa dell'Išim, 149 km a nordovest del capoluogo Omsk; è il capoluogo del rajon Nazyvaevskij, pur essendo amministrativamente autonoma.
La cittadina fu fondata nel 1911 come insediamento annesso ad una stazione ferroviaria; ottenne status di città nel 1956.